# Чудско-Псковское озеро
Чу́дско-Пско́вское о́зеро, или Пско́вско-Чудско́е о́зеро (эст. Peipsi-Pihkva järv, встречаются также названия Гдовское озеро, Псковское море, Пейпси от эст. Peipsi, Пейпус, Пейпус-озеро от нем. Peipussee) — крупный озёрный комплекс на границе между Эстонией и Псковской и Ленинградской областями России. Относится к бассейну Балтийского моря Атлантического океана. Площадь водосборного бассейна — 56 100 км².
Озёрный комплекс состоит из трёх частей:
- северное Чудское озеро (эст. Peipsi järv) — площадь 2611 км² (73 %);
- южное Псковское озеро (эст. Pihkva järv) — площадь 708 км² (20 %);
- срединное Тёплое озеро (эст. Lämmijärv) — площадью 236 км² (7 %).

Площадь Псковско-Чудского озера составляет 3555 км², объём — 25 км³. Средняя глубина — 7,1 м, наибольшая — 15 м. В озеро впадает около 30 рек, а вытекает река Нарва (Нарова).
На эстонских (западных) берегах располагаются города Калласте и Муствеэ; в 2 км от российского (восточного) берега Чудского озера — город Гдов, в 10 км от озера на реке Великая — Псков. Большая часть российского побережья Псковско-Чудского озера и ряд островов официально включены в состав пограничной зоны, посещение которой ограничено. На части Псковского озера юго-восточнее условной линии населённый пункт Липно — населённый пункт Литовиж пограничный режим не установлен. С эстонской стороны пограничной зоны нет, беспрепятственный доступ к побережью озера возможен повсеместно.

## Этимология
Этноним «чудь» в Древней Руси употреблялось для обозначения древних эстов, включая сету, а также как собирательное название различных финно-угорских народов. Название это имеет славянское происхождение: эсты сами себя чудью никогда не называли.
Относительно происхождения эстонского названия Peipsi järv существуют различные гипотезы. М. Фасмер производил его от эстонского *peib(o)se(n) jarv — «озеро зябликов», но другие учёные считают этот гидроним субстратным. А. Г. Манаков восстанавливает протобалтскую форму *Paya-apus, означающую, по его мнению, «источник питьевой воды».

## Физико-географическая характеристика

### История формирования озера
Озеро — это реликт большого ледникового водоёма, находившегося на месте современного. В палеозое 300—400 миллионов лет назад вся территория современного бассейна Финского залива была покрыта морем. Осадочные отложения того времени — песчаники, пески, глины, известняки — покрывают мощной толщей (свыше 200 метров) кристаллический фундамент, состоящий из гранитов, гнейсов и диабазов. Современный рельеф образовался в результате деятельности ледникового покрова (последнее Валдайское оледенение было 12 тысяч лет назад). После отступания ледника образовалось Литориновое море, уровень которого был на 7—9 м выше современного. Уровни ледниковых водоёмов постепенно снижались, а их площадь уменьшалась.

### Берега, рельеф дна и гидрография озера
Берега Псковско-Чудского озера имеют плавные очертания и образует лишь три значительных залива — Раскопельский, Лахта и Желченский. Почти всюду к низким берегам озера, сложенным в основном торфяником, прилегают обширные низменные и заболоченные пространства, затопляемые в периоды весенних половодий. При наиболее значительных разливах площадь затопления достигает 1000 км². Западный берег Псковского озера у села Красная Горка высокий и обрывистый. Западный берег Чудского озера низменный, местами заболочен, восточный — более возвышенный. Встречаются песчаные дюны и холмы, поросшие борами. Вдоль песчаных берегов на 200—300 м тянется полоса мелководья.
Рельеф дна однообразен. Плоское, постепенно поднимающееся к берегам дно у всех озёр большей частью покрыто слоем серого ила, местами — песчаное. Самое глубокое место находится в Тёплом озере, в Мехикоормаской впадине (в 300 м от берега), где глубина достигает 15,3 м.
Псковско-Чудское озеро относится к числу хорошо проточных озёр. Ежегодный приток воды в него равен примерно половине водной массы озера.
|             | Водный баланс                        | Объём              |
| ----------- | ------------------------------------ | ------------------ |
| Приход воды | Осадки на поверхность озера          | 560 мм (1,9 км³)   |
| Приход воды | Приток поверхностных и грунтовых вод | 3150 мм (11,2 км³) |
| Расход воды | Сток из озера                        | 3390 мм (12 км³)   |
| Расход воды | Испарение с водной поверхности       | 320 мм (1,1 км³)   |

Вода в озере пресная, слабо минерализованная и имеет малую прозрачность (около 2,5 м), что объясняется значительным количеством взвешенных наносов, приносимых реками, а также развитием планктона. Течения в озере слабые, в основном ветрового происхождения. Скорость течений обычно невелика: в среднем в пределах 5—9 см/сек. При наступлении затишья они прекращаются. Постоянное поверхностное течение с юга на север бывает лишь весной, в период паводка.
Из-за малой глубины озеро довольно быстро прогревается на всю глубину и так же быстро охлаждается. Самая тёплая вода в озере в июле: 19—21 °C, иногда прогревается до 24 °C. Озеро замерзает в конце ноября — начале декабря. Чудское вскрывается позже, чем Псковское и Тёплое озеро. Ледоход приходится на конец апреля — начало мая.

### Бассейн и острова
В озеро впадает около 30 рек: Желча, Задубка, Черма, Гдовка, Куна, Тороховка, Ремда, Ровья, Чёрная, Липенка, Старцева, Боровка, Абижа, Великая, Обдёх, Пиуза, Выханду, Эмайыги, Кодза, Каргая, Омеду, Тагайыги, Алайыги. Вытекает одна река — Нарва. Таким образом, сток данной озёрной системы целиком принадлежит бассейну Балтийского моря (Атлантический океан).
На озере имеется 35 островов общей площадью 27,2 км². Кроме того, в дельте реки Великой находятся ещё около 40 островов. Острова низинные, заболоченные, в среднем приподнятые над озёрной гладью всего на 1—2 м, максимальная высота — около 4,5 м, случаются наводнения. Крупнейшими являются остров Пийрисар (площадью 7,39 км²), расположенный в южной части Чудского озера, и остров Колпина (площадью 11 км²) — в Псковском озере; примерно в центре последнего находится и группа Талабских островов (Талабск, Верхний и Талабенец); третий по величине — остров Каменка (площадью около 6 км²). Известен также Вороний остров.

### Флора и фауна
В Псковско-Чудском озере представлены 54 представителя прибрежно-водной флоры. Среди береговой растительности преобладают тростник и камыш озёрный. На защищённых от ветра заиленных мелководьях и приустьевых участках встречаются мелкие заросли других видов растительности: ситняк одночешуйчатый, аир обыкновенный, сусак зонтичный, манник водяной, рогоз узколистный, поручейник широколистный, хвощ иловатый и тростянка овсяничная. Плавающие на воде растения встречаются редко, из них следует отметить по частоте встречаемости три: стрелолист, гречиха земноводная и кубышка жёлтая.
В прибрежной полосе Псковского озера расположен водно-болотный орнитологический заказник «Псковско-Чудская приозёрная низменность» — это ценнейший резерват многих редких в Балтийском регионе растений и животных, важнейшее место отдыха и кормёжки на Беломорско-Балтийском пролётном пути лебедей, гусей и уток во время их перелётов. В озере обитают окунь, судак, лещ, плотва, сиг, снеток и другие рыбы.

### Экологическое состояние
Состояние рек бассейна Псковско-Чудского озера в целом удовлетворительное (классы качества воды I и II), в реках Выханду и Пиуза отмечено высокое содержание фосфора (класс качества воды III). Общее состояние рек, по сравнению с 2001—2007 годами, улучшилось. Нагрузка на реки, впадающие в Чудское озеро, за последние годы несколько снизилась. Главной проблемой Псковско-Чудского озера остаётся его эвтрофикация. Состояние северной части Чудского озера относительно стабильное, однако и в этом водоёме отмечается увеличение удельного веса сине-зелёных водорослей.

## Хозяйственное значение
На берегах располагаются города Калласте и Муствеэ; в 2 км от восточного берега Чудского озера — город Гдов, в 10 км от озера на реке Великая — Псков.
В озеро выходят рыболовные судна для ловли рыбы. Промысловое значение имеют: судак, ряпушка, лещ, сиг, щука, налим и знаменитый псковский снеток. По озеру осуществляется судоходство, в том числе и пассажирское. До начала 1990-х годов существовала пассажирская линия Тарту — Псков (город Тарту — река Эмайыги — Чудское озеро — Тёплое озеро — Псковское озеро — река Великая — город Псков). Совершаются пассажирские рейсы между деревней Толба и островами Белов и Залита (Талабские острова). Летом в хорошую погоду судно «Буревестник» совершает трёхчасовую прогулку из Пскова по Псковскому озеру.
Живописные берега озера используются в рекреационных целях. В Псковской области расположены: базы отдыха «Тридевятое царство», «Калацкое», «Теремок», центр загородного отдыха «Лукоморье», база отдыха «Чудское подворье»; в Эстонии: база «Уускюла», центр отдыха «Суви», туристическая база «Каукси».

## Туристические ресурсы

### Псков
Расположен на реке Великая (впадает в Псковское озеро) при слиянии её с рекой Пскова́. Один из древнейших городов России. Псков впервые упоминается под 903 годом («Повесть временных лет», Лаврентьевская летопись). В декабре 2009 года Пскову присвоено звание «Город воинской славы».
В городе Псковский государственный объединённый историко-архитектурный и художественный музей-заповедник (в состав музея входят Картинная галерея (в фондах которой находятся работы Бориса Григорьева, Василия Тропинина, Марка Шагала) и Спасо-Преображенский собор (1156) Мирожского монастыря, в котором находятся знаменитые фрески псковской школы XIV—XVII веков).
Среди других памятников: Псковский кремль (XIV—XVII века) с четырёхстолпным пятиглавым Троицким собором (1682—1699), соборы Ивановского (до 1243), Снетогорского монастырей (XIII век), одноглавая церковь Василия с Горки (1413), церковь Косьмы и Дамиана с Примостья (1462), одноглавая церковь Георгия со Взвоза (1494), каменные палаты Поганкиных (начало XVII века) и другие.

### Гдов
Гдов впервые упоминается в 1323 году. В городе находится Гдовский кремль (сохранилось три стены крепости и земляные холмы на месте разрушенных башен и ворот).

### Сетумаа
Сетумаа (выр. Setomaa, эст. Setumaa) — историческая область обитания народа сету, в буквальном переводе «земля сету». Разделена административно на две части: одна часть находится в Эстонии (в уездах Пылвамаа и Вырумаа), другая находится в Печорском районе Псковской области на территории Российской Федерации.

### Калласте
Город в Эстонии, основанный в XVIII веке староверами федосеевского согласия, бежавшими, преимущественно, из Новгородских земель. Здесь находится самое протяжённое обнажение девонского песчаника. Его размеры: длина — 930 м, максимальная высота — 8 м. Также есть ряд пещер и почвенных изломов. В находящемся под охраной природы высоком обрыве гнездится самая большая в Эстонии колония ласточек. В Калласте имеется действующая старообрядческая церковь.
- Обнажение девонского песчаника на берегу озера у Калласте
- Чудское озеро у Калласте
- Старообрядческая церковь в Калласте

### Муствеэ
Первые письменные упоминания о поселении на берегу Чудского озера относятся к 1493 году. В XVIII веке деревню населяли, в основном, русские староверы-федосеевцы, бежавшие от преследований за веру из России. В городе четыре храма: храм Святителя Николая (Эстонская православная церковь Московского патриархата), Троицкая Единоверческая церковь, Старообрядческая молельня и Лютеранская церковь. Также в городе имеется молитвенный дом баптистов. При Муствеэской Русской гимназии есть Музей старообрядцев. К достопримечательностям относятся один из пращевых камней Калевипоэга и статуя скорбящей девочки (1973, Эльмар Ребане).
- Береговая линия в Муствеэ
- Береговая линия в Муствеэ
- Порт в Муствеэ

### Ледовое побоище
На льду Чудского озера, в южной его части, в 1242 году произошла битва русского войска под предводительством Александра Невского с тевтонскими рыцарями, вошедшая в историю как Ледовое побоище. В 1992 году в память об этом историческом событии у деревни Кобылье Городище Гдовского района Псковской области у церкви Архангела Михаила был установлен бронзовый памятник Александру Невскому (скульптор Валентин Козенюк) и бронзовый поклонный крест.